# Павучњак
Павучњак је насељено место у саставу Града Самобора у Загребачкој жупанији, Хрватска. До територијалне реорганизације у Хрватској налазио се у саставу старе загребачке приградске општине Самобор.

## Становништво
На попису становништва 2011. године, Павучњак је имао 569 становника.

## Попис1991.
На попису становништва 1991. године, насељено место Павучњак је имало 559 становника, следећег националног састава:
| Попис 1991.‍ | Попис 1991.‍ | Попис 1991.‍ | Попис 1991.‍ | Попис 1991.‍ |
| ----------- | ----------- | ----------- | ----------- | ----------- |
|             |             |             |             |             |
| Хрвати      | Хрвати      |             | 550         | 98,38%      |
| непознато   | непознато   |             | 9           | 1,61%       |
| укупно: 559 |             |             |             |             |